# 斯文·范貝克
斯文·范貝克（荷蘭語：Sven van Beek，1994年7月28日—）是荷蘭的一位足球運動員，在場上司職中後衛。現效力荷甲球隊海倫芬。他首次代表飛燕諾出場是在2013年8月18日飛燕諾對阿賈克斯的比賽。

## 外部連結
- http://www.vi.nl/spelers/carriere/sven-beek.htm （页面存档备份，存于）